# Marathon van Berlijn 2002
De marathon van Berlijn 2002 werd gelopen op zondag 29 september 2002. Het was de 29e editie van deze marathon. 
De Keniaan Raymond Kipkoech kwam als eerste aan de finish in 2:06.47, de op twee na snelste tijd ooit in Berlijn gelopen. De Japanse Naoko Takahashi won voor de tweede achtereenvolgende maal bij de vrouwen, maar bleef met haar winnende tijd van 2:21.49 ruim 2 minuten verwijderd van haar in 2001 gelopen wereldrecord.

## Uitslagen

### Mannen
| rang   | naam              | land | tijd    |
| ------ | ----------------- | ---- | ------- |
| Goud   | Raymond Kipkoech  | KEN  | 2:06.47 |
| Zilver | Simon Biwott      | KEN  | 2:06.49 |
| Brons  | Vincent Kipsos    | KEN  | 2:06.52 |
| 4      | Boniface Usisiva  | KEN  | 2:07.50 |
| 5      | Jimmy Muindi      | KEN  | 2:07.50 |
| 6      | Kazuhiro Matsuda  | JPN  | 2:10.31 |
| 7      | Jose Palalia      | MEX  | 2:10.39 |
| 8      | Moses Tanui       | KEN  | 2:10.55 |
| 9      | Elijah Mutai      | KEN  | 2:10.41 |
| 10     | Mark Yatich       | KEN  | 2:10.55 |
| 11     | Ezael Thlobo      | RSA  | 2:11.08 |
| 12     | Oscar Fernandez   | ESP  | 2:11.11 |
| 13     | Joseph Kahugu     | KEN  | 2:11.20 |
| 14     | Alberto Chaíça    | POR  | 2:12.02 |
| 15     | Hailu Negunie     | ETH  | 2:12.27 |
| 16     | Ronaldo da Costa  | BRA  | 2:12.52 |
| 17     | Nestor Garcia     | URU  | 2:13.10 |
| 18     | Domingos Castro   | POR  | 2:13.23 |
| 19     | Shinichi Watanabe | JPN  | 2:13.25 |
| 20     | Joseph Ngolepus   | KEN  | 2:14.36 |

### Vrouwen
| rang   | naam                | land | tijd    |
| ------ | ------------------- | ---- | ------- |
| Goud   | Naoko Takahashi     | JPN  | 2:21.49 |
| Zilver | Adriana Fernandez   | MEX  | 2:24.11 |
| Brons  | Hellen Kimutai      | KEN  | 2:26.10 |
| 4      | Shitaye Gemechu     | ETH  | 2:26.15 |
| 5      | Aurica Buia         | ROU  | 2:32.47 |
| 6      | Zahia Dahmani       | FRA  | 2:34.16 |
| 7      | Joanna Lodge        | GBR  | 2:34.17 |
| 8      | Kathrin Wessel      | GER  | 2:36.36 |
| 9      | Oriselda Gonzales   | ESP  | 2:38.29 |
| 10     | Christine Dollinger | GER  | 2:38.29 |
| 11     | Sonja Oberen        | GER  | 2:40.44 |
| 12     | Sylvia Renz         | GER  | 2:41.45 |
| 13     | Isabelle Florey     | SUI  | 2:43.12 |
| 14     | Carmen Siewert      | GER  | 2:44.04 |
| 15     | Elisabeth Ruel      | CAN  | 2:45.40 |
| 16     | Amaya Arana         | ESP  | 2:46.56 |
| 17     | Naoko Ishibe        | USA  | 2:47.22 |
| 18     | Monica Hirt         | GER  | 2:47.38 |
| 19     | Julia Kech-Brengel  | GER  | 2:48.49 |
| 20     | Ester Einer         | ISR  | 2:49.07 |

1974 ·
1975 ·
1976 ·
1977 ·
1978 ·
1979 ·
1980 ·
1981 ·
1982 ·
1983 ·
1984 ·
1985 ·
1986 ·
1987 ·
1988 ·
1989 ·
1990 ·
1991 ·
1992 ·
1993 ·
1994 ·
1995 ·
1996 ·
1997 ·
1998 ·
1999 ·
2000 ·
2001 ·
2002 ·
2003 ·
2004 ·
2005 ·
2006 ·
2007 ·
2008 ·
2009 ·
2010 ·
2011 ·
2012 ·
2013 ·
2014 ·
2015 ·
2016 ·
2017 ·
2018